# Rhabdosargus
Rhabdosargus is een geslacht van straalvinnige vissen uit de familie van zeebrasems (Sparidae). Het geslacht is voor het eerst wetenschappelijk beschreven in 1933 door Fowler.

## Soorten
- Rhabdosargus globiceps (Valenciennes, 1830) – Witte stompneus
- Rhabdosargus haffara (Forsskål, 1775)
- Rhabdosargus holubi (Steindachner, 1881)
- Rhabdosargus sarba (Forsskål, 1775)
- Rhabdosargus thorpei Smith, 1979